# 바르바라 미셸리니 두 몬치 바르보자
바르바라 미셸리니 두 몬치 바르보자(포르투갈어: Bárbara Micheline do Monte Barbosa, 1988년 7월 4일 ~ )는 간단히 바르바라(포르투갈어: Bárbara)라는 이름으로 알려져 있는 브라질의 여자 축구 선수이다. 포지션은 골키퍼이며, 현재 캄페오나투 브라질레이루 지 푸치보우 페미니누의 SE 킨데르망에서 활약하고 있다.

## 클럽 경력
SC 헤시피와 산타크루스에서 선수 생활을 시작했고 2008년 가을에 이탈리아의 여자 축구 클럽인 나폴리에 입단했다. 2009년에는 스웨덴 다말스벤스칸 소속 여자 축구 클럽인 순나노로 이적했지만 순나노가 2010 다말스벤스칸 시즌에서 강등되면서 2011년에 SC 헤시피로 복귀하게 된다.
2011년부터 2012년까지 포스 카타라타스 소속으로 활동했고 2013년에는 상카에타누 소속으로 활동했다. 2014년에는 독일 프라우엔-분데스리가 소속 여자 축구 클럽인 클로펜부르크로 이적했지만 리그 4경기 출전에 그쳤고 같은 해에 킨데르망으로 이적하게 된다.

## 국가대표 경력
2006년 FIFA U-20 세계 여자 축구 선수권 대회에서 브라질이 3위를 차지하는 데에 기여했으며 2007년 9월에 열린 일본과의 친선 경기에 처음 출전하면서 브라질 여자 축구 국가대표팀 선수로 데뷔했다. 브라질이 준우승을 차지했던 2007년 FIFA 여자 월드컵, 브라질이 금메달을 획득했던 2007년 팬아메리칸 게임에서는 브라질 여자 축구 국가대표팀의 일원으로 참가했지만 당시에는 브라질 여자 축구 국가대표팀의 주전 골키퍼로 있던 안드레이아 순타키(Andréia Suntaque)의 백업 골키퍼로 남아 있었다.
2008년 베이징 하계 올림픽에서 브라질 여자 축구 국가대표팀의 주전 골키퍼로 활약되었는데 브라질은 해당 대회에서 은메달을 획득했다. 그 후 3차례의 FIFA 여자 월드컵(2011년, 2015년, 2019년), 2차례의 하계 올림픽(2012년 런던 하계 올림픽, 2016년 리우데자네이루 하계 올림픽)에 참가했다.

## 사생활
바르바라는 언론 매체와의 인터뷰를 통해 자신이 레즈비언임을 공개적으로 표명했고 여자 동료인 리디아니(Lidiane)와의 관계를 맺고 있다.